# روکا سنتو استفانو
روکا سنتو استفانو (به ایتالیایی: Rocca Santo Stefano) یک منطقهٔ مسکونی در ایتالیا است که در استان رم واقع شده‌است.

## خصوصیات
روکا سنتو استفانو ۹٫۷ کیلومترمربع مساحت و ۹۸۲ نفر جمعیت دارد و ۶۶۴ متر بالاتر از سطح دریا واقع شده‌است.